# Komimasa Tanaka
Komimasa Tanaka (田中 小実昌, Tanaka Komimasa), né le 2 avril 1925 - mort le 27 février 2000, est un écrivain japonais qui a remporté en 1979 deux importants prix littéraires japonais. Le prix Naoki pour Rōkyoku shiasahimaru no hanashi/Mimi no koto (浪曲師朝日丸の話 / ミミのこと) et le prix Tanizaki pour Poroporo (ポロポロ).

## Ouvrages
- Kaburitsuki jinsei, 1964.
- Ueno shōgitai, 1968.
- Jidōmakidokei no ichinichi, 1971.
- Omoshiro hambun taidan, 1971.
- Otomejima no otome, 1974.
- Ohōtsuku zuma, 1975.
- Cheri to no sampo, 1976.
- Betonamu ōjo, 1979.
- Biggu heddo, 1979.
- Gorinjū totokarucho, 1979.
- Ishagirai ni sasageru hon, 1979.
- Poroporo (ポロポロ), Tōkyō : Chūō Kōronsha, 1979.
- Rōkyoku shiasahimaru no hanashi / Mimi no koto (浪曲師朝日丸の話 / ミミのこと), 1979.
- Yashi no tabi (香具師 の 旅), Tōkyō : Tairyūsha, 1979.
- Joruigaku nyūmon, 1980.
- Mata yokomichi ni soremasu ga, 1981.
- Chōjikan taidan (超時間 対談), Tōkyō : Shūeisha, 1981.
- Yoi (酔), Tōkyō : Sakuhinsha, 1988.
- Boku no shinema gurafiti, Tōkyō : Shinchōsha, 1983.
- Nai mono no sonzai (ない もの の 存在), Tōkyō : Fukutake Shoten, 1990.
- Tanaka Komimasa essei korekushon (田中小実昌エッセイ・コレクション), Tåokyåo : Chikuma Shobåo, 2002.